# Archivio di Stato Austriaco
L'Archivio di Stato Austriaco (in tedesco: Österreichisches Staatsarchiv, abbreviato ÖStA) è l'archivio centrale dello Stato della Repubblica Austriaca e ha sede a Vienna.

## Storia
L'origine dell'Archivio di Stato austriaco risale al 1749, quando l'imperatrice Maria Teresa nell'ambito della riforma dell'amministrazione istituì un Archivio Segreto di Corte (Geheimes Hausarchiv). La fondazione si inseriva nella nuova amministrazione centralizzata, la quale richiedeva anche un archivio unificato; perciò i documenti furono inviati dagli altri centri amministrativi, come Praga, Graz e Innsbruck, a Vienna.
Nell'Ottocento assunse il nome di "Archivio di Famiglia, di Corte e di Stato" (Haus-, Hof- und Staatsarchiv).

## Patrimonio
L'attuale Archivio si divide in varie sezioni:

### Archivio della Repubblica
Esso raccoglie ogni documento prodotto dalle amministrazioni centrali della Repubblica Austriaca dal 1918 in poi: ministeri, servizi federali, servizi da essi dipendenti.

### Archivio generale dell'Amministrazione
Questa sezione raccoglie la documentazione relativa all'amministrazione interna della monarchia asburgica a partire dal XVI secolo. Si tratta di una rilevante raccolta di carte e piantine nonché di circa 5.000 documenti. La raccolta trae origine dagli archivi della Cancelleria di Corte dalla fondazione del Directorium in publicis et cameralibus nel 1749 in poi. Una parte consistente della documentazione contenuta presso l'Archivio generale dell'Amministrazione venne tuttavia distrutta a causa dell'incendio del Palazzo di Giustizia del luglio 1927, avvenuto in occasione delle proteste di piazza note come Julirevolte. 
I documenti di questa sezione sono divisi in dieci gruppi tematici, in parte collegati alle amministrazioni da cui provengono:
1. Interni: Cancelleria di Corte, Ministero degli Interni, Polizia, Consiglio dei Ministri;
2. Giustizia: Ministero della Giustizia, Tribunale Imperiale ed altre corti superiori, Avvocatura dello Stato;
3. Istruzione e Culto: Commissione di Corte per gli Studi, Ministero dell'Istruzione;
4. Commercio: Ministero del Commercio, Poste, Ministero dei Lavori Pubblici, Ministero della Marina, Ufficio Brevetti;
5. Agricoltura: Ministero dell'Agricoltura, Direzione del Demanio e Foreste, Accademia forestale, Società Agraria;
6. Trasporti: Ispettorato Generale delle Ferrovie, Ministero delle Ferrovie;
7. Archivi di famiglia e lasciti;
8. Nobiltà: nobiltà dell'Impero, nobiltà di corte, alberi genealogici;
9. Documentazione audio-visiva dal 1945;
10. Raccolta di piante e mappe di edifici pubblici;

### Archivio militare
L'inizio di un archivio militare sistematico della monarchia asburgica può essere fatto risalire al 1711, quando l'Imperatore Giuseppe I ordinò l'istituzione di un archivio presso il Consiglio aulico, il supremo organo miliare della monarchia.
Oggi l'Archivio militare (Kriegsarchiv) comprende 180.000 faldoni e 60.000 registri. La collezione cartografica raccoglie più di 600.000 carte geografiche e piante. Vi è inoltre una raccolta di 400.000 stampe ed illustrazioni.
I 22 gruppi di documenti possono essere riuniti in cinque blocchi principali:
1. Documentazione personale relativa agli ufficiali, ai sottufficiali e ai soldati semplici delle Forze Armate dal 1740 circa fino al 1918; ruoli paga, decorazioni, fra cui l'archivio dell'Ordine Militare di Maria Teresa;
2. Materiali relativi alle operazioni campali degli eserciti imperiali dal XVI secolo al 1918;
3. Documentazione degli organi centrali, intermedi e locali: Cancelleria Militare, Aiutante di campo generale, Stato Maggiore, Consiglio Aulico, Ministero della Guerra, e altri;
4. Marina e Aeronautica;
5. Raccolte: cartografia, illustrazioni, manoscritti.

### Archivio delle Finanze e della Camera di Corte
Questa sezione risulta dalla fusione dell'archivio del Ministero delle Finanze con quello della precedente Camera di Corte. Questa, fondata nel 1527, era l'ufficio finanziario centrale della monarchia asburgica. Nel 1848 si trasformò nel Ministero delle Finanze.

### L'Archivio di Famiglia, di Corte e di Stato

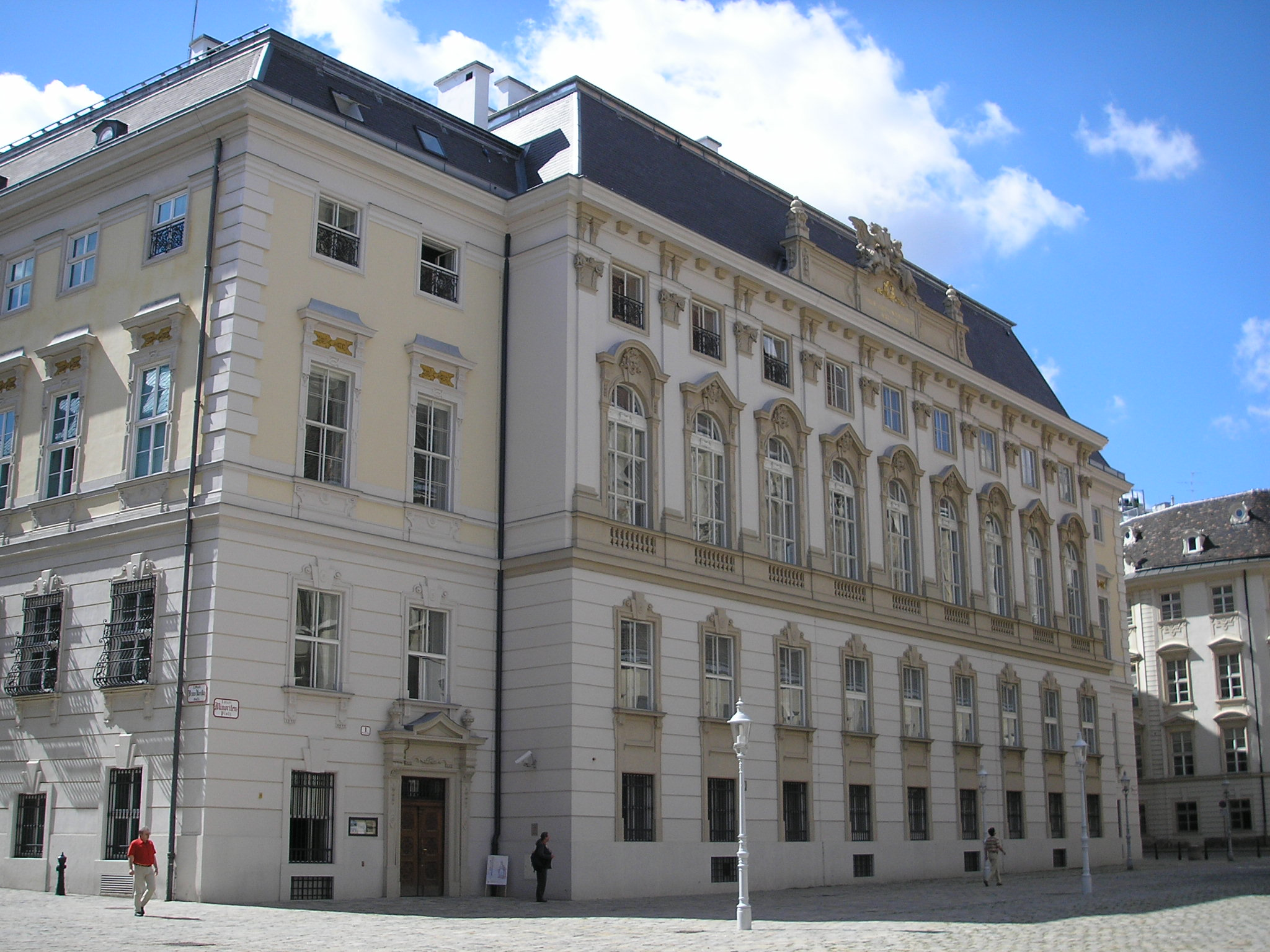
La sede dell'Archivio di Famiglia, di Corte e di Stato

L'Archivio di Famiglia, di Corte e di Stato (Haus-, Hof- und Staatsarchiv) fu fondato nel 1749 da Maria Teresa come archivio centrale della Casa d'Asburgo.
I principali temi toccati dai documenti di questo archivio sono quattro:
- la storia della casa d'Asburgo;
- l'attività degli organi della Casa Imperiale e del Gabinetto Imperiale;
- la diplomazia e la politica estera della monarchia danubiana;
- l'alta amministrazione e giurisdizione del Sacro Romano Impero della Nazione Germanica, di cui gli Asburgo furono per secoli imperatori.

Questa sezione comprende inoltre archivi di famiglie e territori cessati, nonché lasciti, una raccolta di manoscritti, una di sigilli ed una di cartine e piante.
Complessivamente lo Haus-, Hof- und Staatsarchiv conta 130.000 fra registri e faldoni, 75.000 documenti, 15.000 cartine e piante e circa 3.000 manoscritti.
Il documento più antico è un atto emanato dall'imperatore Ludovico il Pio nell'816.
L'importanza di questa sezione dell'Archivio è dovuta al fatto che interessa la storia dell'intera Europa, sia perché molti furono i territori sottoposti al dominio asburgico (fra cui alcune regioni italiane), sia perché la Dinastia intratteneva relazioni diplomatiche con tutti gli altri Stati.